# Henry Martineau
Henry Martineau, född den 24 december 1904 i Chicago och död den 23 februari 1972 i Sankt Moritz, var en brittisk bobåkare. Han deltog vid  olympiska vinterspelen 1928 i Sankt Moritz och placerade sig på nionde plats.

### Webbkällor
- http://www.sports-reference.com/olympics/athletes/ma/henry-martineau-1.html